# Lois Chiles
Lois Cleveland Chiles, född 15 april 1947 i Houston, Texas, är en amerikansk skådespelare. 
Chiles började sin karriär som modell och filmdebuterade 1972 i Together for Days. Året därpå spelade hon mot Barbra Streisand och Robert Redford i Våra bästa år. Hennes mest kända roll är som Holly Goodhead i Bondfilmen Moonraker (1979). 1982-83 spelade hon ragatan Holly Harwood i tv-serien Dallas.
På senare tid har hon undervisat i teater på University of Houston. Hon är gift med Richard Gilder. Hon har tidigare haft ett långt förhållande med Don Henley.

## Filmografi, i urval
- 1973 – Våra bästa år
- 1974 – Den store Gatsby
- 1978 – Koma
- 1978 – Döden på Nilen
- 1979 – Moonraker
- 1986 – Ljuva frihet
- 1987 – Creepshow 2
- 1987 – Broadcast News - nyhetsfeber
- 1989 – Snacka går ju...
- 1995 – The Babysitter
- 1997 – Speed 2: Cruise Control